# Pour notre Macédoine
Le Mouvement « Je sais » – Pour notre Macédoine (en macédonien : Движење ЗНАМ - За наша Македонија romanisé : Dviženje ZNAM - Za naša Makedonija ; plus connu sous l'abréviation de ZNAM, lit. « Je sais ») est un parti politique macédonien fondé par Maksim Dimitrievski, ancien membre de l'Union sociale-démocrate de Macédoine et actuel maire de Kumanovo.

## Histoire
Le congrès fondateur du ZNAM a lieu le 9 octobre 2023. Lors de cet événement dix associations civils signent une initiative pour former le parti,,,,. Maksim Dimitrievski est élu président du parti, et Katerina Todoroska et Emil Janeski sont nommés membres de la présidence de travail.
Le 23 décembre 2023, l'enregistrement du parti est achevé. Le mouvement annonce son intention de participer à l'élection présidentielle et aux législatives de 2024.
À partir de juin 2024, le parti participe au gouvernement Mickoski conduit par les nationalistes du VMRO-DPMNE avec 2 postes ministériels. 

## Idéologie
Maksim Dimitrievski décrit ses opinions comme étant de gauche sur le plan social et économique, mais de centre droit au niveau national.
Dimitrievski déclare que l'objectif principal de son parti est d'unir les citoyens et de remettre le pays sur la bonne voie, « vers les fondements de notre Etat ». L'objectif du parti, a-t-il dit, n'est pas d'être dans l'opposition, mais de conquérir le pouvoir, et le premier pas pour parvenir à cette position sera l'abolition du Code pénal, adopté sous le « drapeau européen ».
Dimitrievski déclare que son mouvement peut attirer à la fois des partisans de la SDSM et de VMRO-DPMNE, cependant selon lui « la plupart d'entre eux sont des citoyens indécis qui ne sont pas impliqués dans la politique et qui ont des résultats à montrer pour leur travail ».

## Résultats électoraux

### Élections présidentielles
| Élection | Candidat            | 1er tour | 1er tour | Résultat |
| Élection | Candidat            | Voix     | %        | Résultat |
| -------- | ------------------- | -------- | -------- | -------- |
| 2024     | Maksim Dimitrievski | 83 856   | 9,51     | Pas élu  |

### Élections législatives
| Élection | Voix   | %    | Sièges  | +/– | Gouvernement |
| -------- | ------ | ---- | ------- | --- | ------------ |
| 2024     | 56 288 | 5,59 | 6 / 120 | Nv  | Mickoski     |